# Wiktor Charkiw
Wiktor Charkiw ps. Chmara (ur. 8 sierpnia 1918 w Niemiłowie koło Radziechowa, zm. 1985 we Lwowie) – ukraiński nacjonalista, chorąży Ukraińskiej Powstańczej Armii, dowódca okręgu UPA.
Ukończył szkołę rolniczą we Lwowie, w 1938 wstąpił do Organizacji Ukraińskich Nacjonalistów.
W latach 1939–1941 przebywał w Krakowie, działając w Służbie Bezpeky oraz wojskowej referenturze OUN. Od maja 1941 był żołnierzem 3 kompanii batalionu Nachtigall, od grudnia 1941 do grudnia 1942 w 201 batalionie Schuma. W latach 1943–1944 uczył się w liceum rolniczym we Lwowie.
Od lipca 1943 był wojskowym referentem OUN we Lwowie, od listopada 1943 dowódcą I WO Baszta. W lutym 1944 organizował obóz szkoleniowy dla żołnierzy swojego okręgu, w maju 1944 formuje kureń „Chołodnojarcy”.
Od września 1946 był wojskowym instruktorem II WO Buh. Pod koniec roku został aresztowany przez NKWD i skazany na 10 lat łagru w okolicach Norylska. W 1956 roku, po ukończeniu kary, powrócił do Lwowa, gdzie mieszkał do śmierci.